# Coenosia itatiaqiensis
Coenosia itatiaqiensis este o specie de muște din genul Coenosia, familia Muscidae. A fost descrisă pentru prima dată de Albuquerque în anul 1954. Conform Catalogue of Life specia Coenosia itatiaqiensis nu are subspecii cunoscute.